# جبل بويبلان
بويبلان جبل في المغرب يقع في سلسلة الأطلس المتوسط بإقليم تازة جهة فاس مكناس، يبلغ ارتفاعه 3081 مترًا (10108 قدمًا). يتميز بوجود الثلج على طول السنة إلا شهري يونيو وأغسطس وبوجود غطاء نباتي كثيف من أشجار الأرز والصنوبر. يقصده السياح من المغرب والبلدان الأوروبية خاصة. يقع بالقرب من مغارة الواد البارد.
تستوطن المنطقة قبيلة بني وراين الامازيغية
يهتم سكان هذه المنطقة بتربية الغنم والنحل، وقد تأسست عدة تعاونيات من أجل دعم السكان واستغلال موارد المنطقة.
كانت هناك عاصفة ثلجية كثيفة في منطقة الجبل في عام 2009. هذه القمة هي واحدة من الوجهات المفضلة لممارسي رياضة المشي لمسافات طويلة في منطقة جبال الأطلس.